# Hydropsyche dubia
Hydropsyche dubia är en nattsländeart som beskrevs av Schmid 1952. Hydropsyche dubia ingår i släktet Hydropsyche och familjen ryssjenattsländor. Inga underarter finns listade i Catalogue of Life.